# Lansman
Lansman is een Belgisch historisch merk van motorfietsen.
Ze werden in 1901 en 1902 geproduceerd door Pierre Lansman in Gentbrugge.
Van deze motorfietsen is weinig bekend. Uit beschrijvingen kan men opmaken dat ze waren voorzien van een loop frame waarin een eencilinder viertaktmotor met een automatische (snuffel)inlaatklep en een gecommandeerde uitlaatklep zat. Er werd gebruikgemaakt van riemaandrijving en de machines moesten worden aangefietst.
Al deze elementen waren in deze "pioniertijd" van de motorfiets gebruikelijk.